# Tiếng Nivkh
Tiếng Nivkh hoặc tiếng Gilyak (tự gọi: Нивхгу диф Nivxgu dif) là một ngôn ngữ được sử dụng tại Priamurye (Ngoại Mãn Châu), ở lưu vực sông Amgun (một phụ lưu của sông Amur), vài nơi dọc chính sông Amur, và ở nửa bắc đảo Sakhalin. 'Gilyak' là tên gọi Mãn Châu. Những người bản ngữ của ngôn ngữ này là người Nivkh.
Dân số của người Nivkh được duy trì tương đối ổn định, với 4.549 người Nivkh năm 1897, và 4.673 vào năm 1989. Tuy nhiên, số người bản ngữ tiếng Nivkh đã giảm từ 100% đến chỉ còn 23,3% trong thời gian đó, nên chỉ còn hơn 1.000 người nói tiếng Nivkh như ngôn ngữ mẹ đẻ vào năm 1989.

## Phân loại
Tiếng Nivkh không liên quan đến bất kỳ ngôn ngữ nào được biết tới, khiến nó trở thành một ngôn ngữ tách biệt. Để thuận tiện trong phân loại, nó được xếp vào nhóm ngôn ngữ Paleosiberia. Nhiều từ trong tiếng Nivkh mang nét tương đồng với những từ cùng nghĩa trong ngôn ngữ thuộc nhóm ngôn ngữ Paleosiberia, hay tiếng Ainu, tiếng Hàn Quốc, và ngữ tộc Tungus, nhưng không có sự tương ứng ngữ âm thông thường nào đã được ghi nhận để cho thấy mối quan hệ đáng kể về từ vựng giữa các ngôn ngữ này, nên bất kì sự tương đồng có lẽ hoặc do tình cờ hoặc do vay mượn.
Tiếng Nivkh được đặt vào hệ ngôn ngữ Á-Âu giả thuyết của Joseph Greenberg. Michael Fortescue đề xuất vào năm 1998 rằng tiếng Nivkh có thể liên quan tới hệ ngôn ngữ Mosan, và sau đó, năm 2011, ông cho rằng tiếng Nivkh, mà ông còn gọi là "ngôn ngữ Amur tách biệt", liên quan đến hệ ngôn ngữ Chukotko-Kamchatkan, tạo nên một hệ Chukotko-Kamchatkan-Amur mới.

## Phương ngữ

Các điểm dân cư nơi có người Nivkh theo Thống kê dân số Nga năm 2002 (ngoại trừ Khabarovsk, Poronaysk và Yuzhno-Sakhalinsk).

Tiếng Nivkh được chia làm bốn phương ngữ, gồm phương ngữ Amur, Bắc Sakhalin, Nam Sakhalin, và Đông Sakhalin. Sự khác biệt từ vựng và ngữ âm giữa phương ngữ tại lưu vực sông Amur và phương ngữ tại đảo Sakhalin lớn tới mức vài nhà ngôn ngữ học phân loại chúng như hai ngôn ngữ riêng biệt thuộc hệ ngôn ngữ Nivkh nhỏ. Các nhà ngôn ngữ học khác nhận thấy sự đa dạng lớn trong tiếng Nivkh; khác biệt từ trong chính các phương ngữ Amur hay Sakhalin, khác biệt giữa từng làng, gia đình, hay thậm chí từng cá nhân.

## Ngữ pháp
Ngôn ngữ này có một hệ thống cách ngữ pháp phát triển, cũng như một số điểm ngữ pháp khác, nhưng lại không có giống. Cấu trúc cơ bản là chủ-tân-động (subject–object–verb). Tiếng Nivkh đáng chú ý với nhiều sự kết hợp từ vựng. Ví dụ, những hình vị thể hiện mối quan hệ không gian (giới từ hay hậu từ trong các ngôn ngữ khác) được gắn liền với danh từ mà chúng bổ nghĩa. Một từ duy nhất có thể bao hàm nhiều gốc từ, danh từ, hay động từ để thể hiện một nghĩa nào đó. Do đó, trong tiếng Nivkh, kết cấu của từng từ rất quan trọng trong câu.

## Bảng chữ cái
| Kí tự | Âm vị |
| ----- | ----- |
| А а   | /æ/   |
| Б б   | /b/   |
| В в   | /v/   |
| Г г   | /g/   |
| Ӷ ӷ   | /ɢ/   |
| Ғ ғ   | /ɣ/   |
| Ӻ ӻ   | /ʁ/   |
| Д д   | /d/   |
| Е е   | /ɪe/  |
| Ё ё   | /jo/  |
| Ж ж   | /ɟ/   |
| З з   | /z/   |
| И и   | /i/   |
| Й й   | /ɪ/   |
| К к   | /k/   |
| К' к' | /kʰ/  |
| Ӄ ӄ   | /q/   |
| Ӄ' ӄ' | /qʰ/  |
| Л л   | /l/   |
| М м   | /m/   |
| Н н   | /n/   |
| Ӈ ӈ   | /ŋ/   |
| О о   | /o/   |
| П п   | /p/   |
| П' п' | /pʰ/  |
| Р р   | /r/   |
| Р̌ р̌   | /r̥/   |
| С с   | /s/   |
| Т т   | /t/   |
| Т' т' | /tʰ/  |
| У у   | /u/   |
| Ф ф   | /f/   |
| Х х   | /x/   |
| Ӽ ӽ   | /χ/   |
| Ӿ ӿ   | /h/   |
| Ц ц   | /t͡s/  |
| Ч ч   | /t͡ʃ/  |
| Ч' ч' | /t͡ʃʰ/ |
| Ш ш   | /ʃ/   |
| Щ щ   | /ʃt͡ʃ/ |
| Ъ ъ   | /ʔ/   |
| Ы ы   | /ə/   |
| Ь ь   | /j/   |
| Э э   | /ɤ/   |
| Ю ю   | /ju/  |
| Я я   | /jæ/  |

1. 1 2 3  Chỉ có trong từ mượn tiếng Nga.

## Ngữ âm

### Phụ âm
|          |           | Môi | Chân răng | Vòm | Ngạc | Lưỡi gà | Thanh hầu |
| -------- | --------- | --- | --------- | --- | ---- | ------- | --------- |
| Mũi      | Mũi       | m   | n         | ɲ   | ŋ    |         |           |
| Tắc      | vô thanh  | p   | t         | c   | k    | q       |           |
| Tắc      | bật hơi   | pʰ  | tʰ        | cʰ  | kʰ   | qʰ      |           |
| Xát      | vô thanh  | f   | s         |     | x    | χ       | h         |
| Xát      | hữu thanh | v   | z         |     | ɣ    | ʁ       |           |
| Tiếp cận | giữa      |     |           | j   | w    |         |           |
| Tiếp cận | cạnh      |     | l         |     |      |         |           |
| Rung     | vô thanh  |     | r̥         |     |      |         |           |
| Rung     | hữu thanh |     | r         |     |      |         |           |

Những âm xát môi có thể được xác định là đôi môi [ɸ, β] hay môi-răng [f, v]. Các âm xát vòm có tắc xát ở mức vào đó, như [tʃʰ, tʃ]. Âm tắc không bật hơi vô thanh có thể biến thành âm tắc hữu thanh (như [b d ɟ ɡ ɢ]).
Sự phân biệt giữa âm xát ngạc mềm và lưỡi nhỏ ([ɣ] và [ʁ], [x] và [χ]) hiếm gặp trên thế giới.

### Nguyên âm
|                | Trước | Sau      | Sau |
| không làm tròn | Trước | làm tròn |     |
| -------------- | ----- | -------- | --- |
| Đóng           | ɪ     |          | u   |
| Vừa            | ɪe    | ɤ        | o   |
| Mở             | æ     |          |     |

### Nhấn âm
Âm được nhấn có thể là bất kỳ âm tiết nào, nhưng thường là âm thứ nhất; sự nhấn âm biến thiên theo phương ngữ.